# Земля без радости
«Земля без радости» (Книга Эльтары и Аргниста) — третья книга писателя Ника Перумова, в цикле «Летописи Хьёрварда», повествующая о противостоянии жителей Северного Хьёрварда и Орды — монстров, уничтожающих всё на своём пути.

## Сюжет
Аргнист, бывший сотник в армии короля, а ныне житель и глава одного из хуторов Северного Хьёрварда, встречает гнома Двалина. Однако в битве с монстрами Орды, Двалин оказывается сильно ранен и спасён эльфом Эльстаном, ищущим гнездо Орды с целью его уничтожения. Эльстан просит Аргниста и его сыновей пойти с ним. Путником удаётся уничтожить одно из гнёзд Орды, но в результате Эльстан гибнет, а Аргниста, сильно раненного, спасают сыновья. На поиски Эльстана, в хутор приходит Эльтара — эльфийская принцесса Эльфрана. Ей предстоит выяснить, что случилось с её возлюбленным и вернуть важный магический артефакт.

## Персонажи
- Аргнист — сотник, глава одного из хуторов в Северном Хьёрварде;
- Эльтара — принцесса Эльфрана, волшебница;
- Эльстан — эльф, стремящийся уничтожить Орду;
- Губитель — сущность молодых богов, используемая для уничтожения неугодных;
- Двалин — гном; воин, отправившийся на поиски Эльстана;
- Ярина — молодая колдунья; богиня Ялини, потерявшая память;
- Аратарн — сын Сааты и Губителя, стремящийся отыскать своего отца;
- Лидаэль — полуэльфийка, дочь Эльтары, обладающая магическими способностями;
- Снежный Маг-Горджелин — сын Истинного Мага Фелосте;
- Хисс — Змеиный Царь, лживый колдун, бывший ученик Снежного Мага;
- Хрофт — единственный из Древних Богов, которого выжил после битвы на Боргильдовом поле. После отмщения за своих собратьев живёт в Северном Хьёрварде.